# Batalla de Algeciras (1278)
La batalla de Algeciras fue un enfrentamiento naval ocurrido el 25 de julio del año 1278 entre una flota de la Corona de Castilla, dirigida por el almirante Pedro Martínez de Fe, y otra de los benimerines, acaudillada por Abu Yaqub Yusuf en el contexto de las expediciones de estos últimos a la península ibérica. El encuentro, que tuvo lugar en las aguas del estrecho de Gibraltar, se saldó con una victoria musulmana.

## Historia
En 1275 el sultán merínida Abu Yusuf Yaqub ibn Abd Al-Haqq desembarcó en la península al mando de un ejército con el fin de ocupar la estratégica plaza de Tarifa.
En el 1278 el rey Alfonso X de Castilla envió una potente flota desde Sevilla con el fin de someter a bloqueo dicha plaza. La flota, formada por más de cien barcos de diferentes tipos y apoyada por la Orden de Santa María, fue puesta al mando del almirante Pedro Martínez de Fe. Mientras tanto, el sultán benimerín se dispuso a formar una flota de 72 barcos con la que contrarrestar a la flota castellana. A la flota merínida se unieron 12 barcos enviados por el sultán de Granada.
Una vez reunida dicha flota y tras averiguar el mal estado en el que se encontraba la flota castellana y sus tripulaciones, sometidas a una epidemia de escorbuto, decidió lanzarse al ataque. El 25 de julio se libró frente a Algeciras una gran batalla naval que concluyó con la práctica destrucción de toda la flota castellana.
Gran parte de la responsabilidad de la derrota castellana fue del infante Sancho, que al apropiarse de los fondos destinados a sufragar a la flota la condenó a padecer graves problemas de abastecimiento. Sin embargo, el rey Alfonso X dejó sin castigo la actitud del Infante haciendo recaer las responsabilidades de dicho acto en el almojarife judío Yishaq de la Maleha ordenando su destitución y posterior ejecución.